# 各年のエストニアの一覧

エストニアの国旗

各年のエストニアの一覧（かくねんのエストニアのいちらん）は、エストニアの各年ごとの記事の一覧。この一覧ではエストニアの各年ごとの記事の他、各世紀と各年代、エストニアの各分野における各年ごとの記事についても取り扱う。

## 一覧

### 20世紀
- 1990年代
  - 1993年のエストニア（英語版） 1996年のエストニア（英語版）

### 21世紀
- 2010年代
  - 2010年のエストニア（英語版） 2011年のエストニア（英語版） 2012年のエストニア（英語版） 2013年のエストニア（英語版） 2014年のエストニア（英語版）
  - 2015年のエストニア（英語版） 2016年のエストニア（英語版） 2017年のエストニア 2018年のエストニア（英語版） 2019年のエストニア（英語版）

- 2020年代
  - 2020年のエストニア（英語版）